# Aurélien Clerc
Aurélien Clerc (født 26. august 1979) er en schweizisk tidligere professionel cykelrytter.